# Протималярійні засоби
Протималярійні засоби — препарати для лікування і профілактики малярії. За вибірковою або переважаючою дією на різні форми збудника малярії — плазмодія виділяють кілька груп протималярійних засобів. Наприклад, хінін, акрихін, хлорохін та інші знищують шизонтів у крові; хіноцид і примахін вбивають малярійних паразитів у тканинах; бігумаль діє як на еритроцитарні, так і на статеві форми плазмодія тощо. Більшість протималярійних засобів — синтетичні препарати, хінін — алкалоїд хінного дерева.
Хоча протималярійні ліки є на ринку, малярія зберігає загрозу для людей, що живуть в ендемічних областях, де не існує належного доступу до ефективних препаратів. Згідно з даними організації «Лікарі без кордонів», середні витрати на лікування людини, зараженої малярією, у деяких африканських країнах становлять 0,25 — 2,40 доларів США.
2015 року китайська хімік та фармацевт Ту Юю отримала Нобелівську премію з фізіології або медицини за відкриття та застосування артемізиніну як препарату для лікування малярії.

## Класифікація
Відповідно до рекомендацій ВООЗ виділяють протималярійні засоби для переривання клінічних проявів малярії, а також для радикального і попереднього лікування хвороби. Усі існуючі препарати ділять на 3 стратегічні (основні) групи:
1. Гематошизотропні (ті, які чинять згубну дію на еритроцитарні шизонтні форми плазмодіїв): хлорохін, гідроксихлорохін, мефлохін, хінін, хінідин, амодіахін, галофантрін, люмефантрін, хлорпрогуаніл (бігуанід), піронарідін, сульфадоксин + піріметамін, атовахін (атоваквон) + прогуаніл, тетрациклін, доксициклін, кліндаміцин, препарати артемізиніну (артеметр, артезунат, дігідроартемізин, артемотіл).
2. Гістошизотропні (ті, які вбивають тканинні шизонтні форми плазмодіїв): примахін, тафенохін (тафеноквін), слабкіше — піріметамін, прогуаніл і хлорпрогуаніл. Ці препарати доцільні тільки при вівакс- і овале-малярії, при яких існують брадізоїти в гепатоцитах і можуть виникати пізні прояви.
3. Гамонтотропні (ті, які знешкоджують гамонти і блокують спорогонію): піріметамін, примахін, хінін, хлорохін, гідрооксихлорохін. Боротьба з гамонтами доцільна при тропічній малярії, тому що саме гамонти цього виду можуть існувати в крові 5-7 діб навіть після закінчення еритроцитарної стадії, тоді як гамонти інших збудників малярії, якщо не потрапили в організм комара, гинуть вже через кілька годин після їхнього утворення.

Лікування малярії на цей час є багатогранною проблемою, яку намагаються вирішити за допомогою різних протималярійних препаратів, яким притаманні різні механізми дії на малярійні плазмодії. Проводяться численні дослідження, спрямовані на пошук нових точок прикладання лікарських засобів і розробку нових препаратів.
За основною мішенню дії на плазмодій та хімічною будовою використовувані на цей час протималярійні препарати належать до різних груп:
- інгібітори полімеризації гематина в гемозоїн:

- 4-амінохіноліни: амодіахін, хлорохін, гідроксихлорохін;
- 8-амінохіноліни: примахін, тафенохін (тафеноквін);
- 4-метанолхінолони: хінін, хінідин, мефлохін;
- 9-аміноакрідіни (деривати бензонафтірідіна): піронарідин;
- бісхіноліни: піперахін (піпераквін);

Препарати групи інгібіторів полімеризації гематина в гемозоїн не дають можливості плазмодію утворити безпечний для себе продукт життєдіяльності, в результаті чого гематин, що накопичується, чинить токсичну дію на паразита і перешкоджає його життєдіяльності в еритроциті. Окремі групи інгібіторів гемозоїну мають додаткові механізми впливу. Так 4-амінохіноліни здатні порушувати редуплікацію ДНК і синтез РНК. Піронарідин пригнічує глютатіонзалежну деградацію гема. Подібний механізм притаманний і піперахіну (піпераквіну).
- антіфолати:

- інгібітори дигідрофолатредуктази: піріметамін (діамінопірімідин), прогуаніл, хлорпрогуаніл (бігуанід);
- сульфаніламіди: сульфадоксин, сульфаметоксипіразін (сульфален);

Серед антифолатів інгібітори дигідрофолатредуктази запобігають біосинтезу пуринів і пірімідинів, тим самим зупиняючи процес реплікації ДНК, поділ плазмодіїв і його розмноження. Сульфаніламіди є специфічними інгібіторами дигідроптероатсинтетази в тетрагідрофолат. Вони є структурними аналогами параамінобензойної кислоти і конкурують з нею, блокуючи перетворення її в дигідрофолієву кислоту.
- терпенлактони (пероксиди):

- препарати артемізиніну: артеметр, артезунат, дігідроартемізин, артемотіл;

Вони генерують в організмі плазмодіїв вільні радикали, що призводить до швидкої загибелі його.
- інші:

- гідроксинафтохінони: атовахін (атоваквон);
- антибіотики тетрациклінової групи: тетрациклін, доксициклін;
- лінкозаміди: кліндаміцин;
- фенатренметаноли: люмефантрін, галофантрін.

У цій групі у препаратів різні точки прикладання. Так атовахін (атоваквон) спричинює інгібіцію цитохром-С-оксидази. Тетрацикліни інгібують білкову трансляцію паразита. Кліндаміцин також ймовірно діє на цей механізм, маючи ще додатково дію на апікопласт плазмодія. Фенантренметаноли утворюють цитотоксичні комплекси з феррітопорфіріном IX плазмодіїв, що призводить до швидкого пошкодження мембрани паразита. Ймовірно, їхній вплив пов'язаний з блокадою плазмепсіна лізосом плазмодія.
Особливості механізму дії протималярійних препаратів різних хімічних груп детермінують неоднакову їхню ефективність стосовно різних стадій розвитку плазмодіїв. Цим же ймовірно пояснюються відмінності в здатності гематошизотропних препаратів діяти на різні вікові стадії плазмодіїв під час еритроцитарної шизогонії. Так, для сульфаніламідів найбільш характерними є пошкодження тих плазмодіїв, що знаходяться на різних етапах поділу ядра. Хінін діє переважно на форми плазмодіїв віком 30-38 годин. Порушення, які породжують хіміотерапевтичні препарати різних груп, можуть бути виявлені при морфологічному дослідженні плазмодіїв. При дії похідних 4-амінохіноліну цитоплазма шизонтів збирається у вакуолі, блідне, стискається і поступово зникає, ядро піддається ущільненню (пікноз) і деякий час ще зберігається після повного зникнення цитоплазми. Характерним для дії цих препаратів є злипання зерен пігменту в цитоплазмі плазмодія. Пігмент збирається до купок, які витісняються до периферії плазмодія, а потім випадають за межі клітини. Такі купки пігменту часто виявляють і всередині тих лейкоцитів, що фагоцитували вільні плазмодії в кровотоку. Сульфаніламіди чинять руйнування ядер тих зрілих шизонтів, що вступили у період свого поділу, та їхній розпад на безліч грудочок, які яскраво забарвлюються за Романовським—Гімзою. Подібні зміни спричинює й хінін, але вони виявляються у більш молодих форм.
Основні комбінації антималярійних препаратів діляться на фіксовані (наприклад, артеметр + люмефантрін (20/120 мг)), що випускаються в одній лікарській формі (таблетці, капсулі тощо), і нефіксовані (наприклад, хінін + доксициклін), що призначаються у вигляді окремих компонентів. Крім того, ще виділяють комбінації з артемізиніновими похідними і комбінації без артемізинінових похідних.

### Загальні дані
| Препарат                                          | Англ. назва               | Профілактика | Лікування | Примітки                                         |
| ------------------------------------------------- | ------------------------- | ------------ | --------- | ------------------------------------------------ |
| Артеметер/люмефантрин Артеметер Люмефантрин       | Artemether-lumefantrine   | -            | +         | комерційна назва Коартем                         |
| Артезунат/амодиахін Артезунат Амодиахін           | Artesunate-amodiaquine    |              |           | ASAQ, Camoquin, Артізенет/амодіахін              |
| Атоваквон/прогуаніл Атоваквон                     | Atovaquone-proguanil      | +            | +         | комерційна назва Маларон                         |
| Хінін                                             | Quinine                   | -            | +         |                                                  |
| Хлорохін                                          | Chloroquine               | +            | +         | після появи резистентності використання обмежене |
| Котрифазид                                        | Cotrifazid                | +            | +         |                                                  |
| Доксициклін                                       | Doxycycline               | +            | +         |                                                  |
| Мефлохін                                          | Mefloquine                | +            | +         | комерційна назва Ларіам                          |
| Прогуаніл                                         | Proguanil                 | +            | +         | Хлоргуанід, Хлорогуанід                          |
| Примахін                                          | Primaquine                | +            | -         |                                                  |
| Сульфадоксин/піріметамін Сульфадоксин Піріметамін | Sulfadoxine-pyrimethamine | +            | +         | комерційна назва Fansidar                        |